# NoraLasso
NoraLasso — сучасний український музичний рок-гурт.

## Склад гурту
| Фото | Псевдонім    | Справжнє ім'я | Роль          | Роки в гурті | Дата нар.  |
| ---- | ------------ | ------------- | ------------- | ------------ | ---------- |
|      | Genri        | Генрі Ліпатов | вокал, гітара | з 2005       | 10 квітня  |
|      | PJ           | Андрій        | барабани      | з 2008       | 24 лютого  |
|      | Deus         | Вадим         | бас-гітара    | з 2008       | 27 вересня |
|      | Scissorhands | Евгений       | гітара        | з 2009       | 20 квітня  |

## Історія
Гурт «NoraLasso» — це творчий союз, що оспівує любов, енергію молодості. Гурт «NoraLasso» було створено 25 лютого 2005 року. Основний склад NoraLasso — Генрі Липатов (фронтмен), Андрій Пигулевскій (ударні) та Вадим Авсеюшкін (бас).Гурт народився під знаком Водолія, що входить у фазу повного місяця. Назва походить від місячної області, яку відомий данський астроном визнав найтаємничою з маловивчених.
Музичний стиль гурту — pop-rock. Шалена енергетика пісень — з перших секунд полонить відкритістю та щирістю.
Фронтмен гурту — Генрі співає про найголовніше, що трапляється в житті — про кохання, про відносини, про почуття. Тексти можна тлумачити по-різному, цим і захоплює гурт своїх слухачів.

10 квітня 2008 року в клубі Shooters відбулася презентація кліпу гурту «NoraLasso» на пісню «Крапля в молоці». Гурт виступив у новому складі. Цей день вважають другим днем народження гурта.
Дебютний альбом гурту «NoraLasso» «Бомба-Ртуть» випустила компанія Odyssey / Warner. Весь тираж дисків знайшов своїх власників швидше, ніж за 2 місяці. У 2008 році вийшло друге перевидання диску з усіма відеокліпами і новим оформленням. У період 2008-2009 група дала безліч концертів і виступила на великих фестивалях. На цей час іде запис нового альбому, що відбувається на власній студії гурту.
2012 - сон.
2014 - ?.
Новий гурт Генрі - 7EVER

## Дискографія

Дебютний альбом «Бомба-Ртуть» (2007)

#### Студійні альбоми
- Бомба-Ртуть (2007) // Одиссей/Warner.

Треклист:
01. Розовые сны
02. Солнце
03. Капля в молоке
04. Бомба-ртуть
05. Как долго 
06. Фея
07. Небо (feat. Катя Веласкес)
08. Нежно
09. Звёзды
10. От тебя до меня
11. В облаках
12. Навсегда
13. Розовые сны (Meteorit remix)

### Аудіо приклади
- «Любовники не на Земле» (6,5 Мб/ua-ix)
- «Розовые сны» (5,4 Мб/ua-ix)
- «Бомба-Ртуть» (5,1 Мб/ua-ix)
- «Капля в молоке» (5,1 Мб/ua-ix)
- «Нежно» (4,3 Мб/ua-ix)
- «Навсегда» (5,6 Мб/ua-ix)

### Відеокліпи
1. 2005  — Бомба-Ртуть. (Реж. О.Анпілогов)..................................Переглянути
2. 2006  — Звёзды. (Реж. О.Максименко)..................................Переглянути  [Архівовано 12 жовтня 2016 у Wayback Machine.]
3. 2007  — Небо. (Реж. E.Hainikken)..................................Переглянути
4. 2007  — Розовые сны. (Реж. К.Брайковська)..................................Переглянути
5. 2008  — Капля в молоке. (Реж. К.Брайковська)..................................Переглянути
6. 2009  — Любовники не на Земле. (Реж. Г.Ліпатов)
7. 2010  — Малышка (Реж. Г.Ліпатов)
8. 2010  — Секс под инфракрасным лучом
9. 2011 — 7 лунных дней